# László Cseh

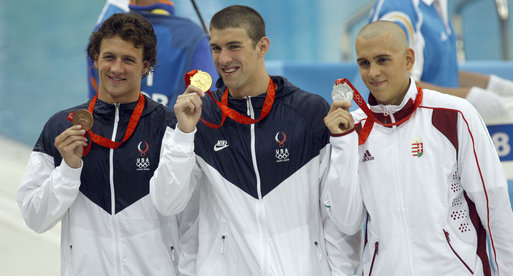
Medaliści igrzysk 2008. Od lewej: Ryan Lochte, Michael Phelps, László Cseh.

László Cseh (ur. 3 grudnia 1985 w Budapeszcie) – węgierski pływak, sześciokrotny medalista igrzysk olimpijskich, wielokrotny medalista mistrzostw świata i Europy.
Cseh specjalizuje się w stylu zmiennym, ale odnosi sukcesy w innych stylach pływackich. W przeciągu swojej kariery zdobył sześć medali olimpijskich, cztery srebrne i dwa brązowe. Pierwszy, brązowy medal, wywalczył na długości 400 m stylem zmiennym w Atenach w 2004 roku. Kolejne trzy medale (srebrne) cztery lata później w Pekinie na długości 200 i 400 m stylem zmiennym oraz 200 m stylem motylkowym. Piąty, kolejny brązowy medal, Węgier wygrał w 2012 roku w Londynie w konkurencji 200 m stylem zmiennym. Na igrzyskach olimpijskich w Rio de Janeiro na dystansie 100 m stylem motylkowym uplasował się na drugim miejscu ex aequo z Michaelem Phelpsem i Chadem le Clos. Wszyscy pływacy uzyskali czas 51,14.
Na mistrzostwach świata na długim basenie Cseh ma w swoim dorobku 13 medali, w tym dwa złote z 2005 i 2015 roku. Węgierski pływak zdobył również cztery medale podczas mistrzostw świata na krótkim basenie.
Startując w mistrzostwach Europy Cseh zdobył łącznie 48 medali, 23 na długim basenie oraz 25 na basenie krótkim.

## Sukcesy

### Igrzyska olimpijskie
- 2004 Ateny –  (400 m zmiennym)
- 2008 Pekin –  (400 m zmiennym)
- 2008 Pekin –  (200 m motylkowym)
- 2008 Pekin – (200 m zmiennym)
- 2012 Londyn –  (200 m zmiennym)
- 2016 Rio de Janeiro –  (100 m motylkowym)

### Mistrzostwa świata
- 2003 Barcelona –  (400 m zmiennym)
- 2005 Montreal –  (400 m zmiennym)
- 2005 Montreal –  (200 m zmiennym)
- 2005 Montreal –  (100 m grzbietowym)
- 2007 Melbourne –  (200 m zmiennym)
- 2009 Rzym –  (200 m zmiennym)
- 2009 Rzym –  (400 m zmiennym)
- 2011 Szanghaj –  (200 m zmiennym)
- 2013 Barcelona –  (100 m motylkowym)
- 2015 Kazań –  (200 m motylkowym)
- 2015 Kazań –  (100 m motylkowym)
- 2015 Kazań –  (50 m motylkowym)

### Mistrzostwa świata (basen 25 m)
- 2010 Dubaj –  (200 m stylem motylkowym)
- 2012 Stambuł –  (200 m stylem motylkowym)
- 2012 Stambuł –  (400 m stylem zmiennym)
- 2012 Stambuł –  (200 m stylem zmiennym)

### Mistrzostwa Europy
- 2004 Madryt –  (100 m grzbietowym)
- 2004 Madryt –  (400 m zmiennym)
- 2004 Madryt –  (4 × 100 m zmiennym)
- 2006 Budapeszt –  (200 m zmiennym)
- 2006 Budapeszt –  (400 m zmiennym)
- 2006 Budapeszt –  (200 m grzbietowym)
- 2008 Eindhoven –  (200 m zmiennym)
- 2008 Eindhoven –  (400 m zmiennym)
- 2010 Budapeszt –  (200 m zmiennym)
- 2010 Budapeszt –  (400 m zmiennym)
- 2012 Debreczyn –  (200 m zmiennym)
- 2012 Debreczyn –  (400 m zmiennym)
- 2012 Debreczyn –  (200 m motylkowym)
- 2012 Debreczyn –  (100 m motylkowym)
- 2012 Debreczyn –  (sztafeta 4 × 200 m dowolnym)
- 2012 Debreczyn –  (sztafeta 4 × 100 m zmiennym)
- 2014 Berlin –  (200 m zmiennym)
- 2014 Berlin –  (100 m motylkowym)
- 2014 Berlin –  (sztafeta 4 × 100 m zmiennym)
- 2016 Londyn –  (100 m motylkowym)
- 2016 Londyn –  (200 m motylkowym)
- 2016 Londyn –  (50 m motylkowym)
- 2016 Londyn –  (sztafeta 4 × 100 m zmiennym)

### Mistrzostwa Europy (basen 25 m)
- 2002 Riesa –  (400 m zmiennym)
- 2003 Dublin –  (400 m zmiennym)
- 2004 Wiedeń –  (400 m zmiennym)
- 2004 Wiedeń –  (200 m zmiennym)
- 2004 Wiedeń –  (100 m grzbietowym)
- 2005 Triest –  (100 m grzbietowym)
- 2005 Triest –  (200 m zmiennym)
- 2005 Triest –  (400 m zmiennym)
- 2006 Helsinki –  (200 m zmiennym)
- 2006 Helsinki –  (400 m zmiennym)
- 2006 Helsinki –  (200 m motylkowym)
- 2007 Debreczyn –  (200 m zmiennym)
- 2007 Debreczyn –  (400 m zmiennym)
- 2007 Debreczyn –  (200 m motylkowym)
- 2009 Stambuł –  (400 m zmiennym)
- 2011 Szczecin –  (400 m zmiennym)
- 2011 Szczecin –  (200 m zmiennym)
- 2011 Szczecin –  (200 m motylkowym)
- 2011 Szczecin –  (200 m dowolnym)
- 2012 Chartres –  (200 m zmiennym)
- 2012 Chartres –  (200 m motylkowym)
- 2012 Chartres –  (400 m zmiennym)
- 2015 Netanja –  (100 m motylkowym)
- 2015 Netanja –  (200 m motylkowym)
- 2015 Netanja –  (200 m zmiennym)

## Rekordy świata (basen 25 m)
| Konkurencja           | Rezultat | Data            | Miejsce   | Status                          |
| --------------------- | -------- | --------------- | --------- | ------------------------------- |
| 200 m stylem zmiennym | 1:53,46  | 8 grudnia 2005  | Triest    | do 7 kwietnia 2006 Ryan Lochte  |
| 200 m stylem zmiennym | 1:52,99  | 13 grudnia 2007 | Debreczyn | do 11 kwietnia 2008 Ryan Lochte |
| 400 m stylem zmiennym | 4:00,37  | 9 grudnia 2005  | Triest    | do 14 grudnia 2007              |
| 400 m stylem zmiennym | 3:59,33  | 14 grudnia 2007 | Debreczyn | do 11 grudnia 2009              |
| 400 m stylem zmiennym | 3:57,27  | 11 grudnia 2009 | Stambuł   | do 16 grudnia 2010 Ryan Lochte  |

## Odznaczenia
- Krzyż Oficerski Orderu Zasługi Republiki Węgierskiej (cywilny) – 2008[3]
- Złoty Krzyż Zasługi Republiki Węgierskiej (cywilny) – 2004